# ツール・ド・フランス1961
| 第48回 ツール・ド・フランス 1961 |                                        |
| 全行程                           | 21区間、4398km                         |
| 総合優勝                         | ジャック・アンクティル 122時間01分33秒 |
| 2位                              | ギド・カルレジ +12分14秒               |
| 3位                              | シャルリー・ゴール +12分16秒           |
| 4位                              | イメリオ・マッシニャン +15分59秒       |
| 5位                              | ハンス・ユンケルマン +16分09秒         |
| ポイント賞                       | アンドレ・ダリガード 174ポイント       |
| 2位                              | ジャン・ガンシェ 169ポイント           |
| 3位                              | ギド・カルレジ 148ポイント             |
| 山岳賞                           | イメリオ・マッシニャン 95ポイント      |
| 2位                              | シャルリー・ゴール 61ポイント          |
| 3位                              | ハンス・ユンケルマン 48ポイント        |

ツール・ド・フランス1961は、ツール・ド・フランスとしては48回目の大会。1961年6月25日から7月16日まで、全21ステージで行われた。

## レース概要
第1ステージ前半こそアンドレ・ダリガードにマイヨジョーヌが渡ったものの、同ステージ後半の個人タイムトライアルを制したジャック・アンクティルが早くもこの時点でマイヨを奪取。総合2位のグロサールに4分46秒もの差を早くもつける。今大会は時計回りでレースが進められたが、アルプスに入った山岳ステージにおいてもアンクティルはシャルリー・ゴール、フェルナンド・マンザネックといったクライマーの力を利して無理のない走りを見せ、彼らに付け入る隙を与えない。アルプスステージを終えた時点でマンザネックに5分37秒、ゴールに6分33秒の差をつける。
ピレネー超えステージに突入すると、イタリアのギド・カルレジが順位を上げ、マンザネック、ゴールに替わってアンクティル追撃に名乗りを上げるものの、ピレネーの2ステージを終えた段階で、アンクティルはカルレジに5分29秒の差をつけていた。
そして山岳区間が終わり、第19ステージの個人タイムトライアルにおいてアンクティルは区間2位のゴールに2分59秒の差をつける快勝。いつしかカルレジ、ゴールとの差は10分以上にも開き、事実上ここで決着を見た。アンクティルは1957年以来4年ぶりに総合優勝を果たした。

## 勝利の方程式
平地では様子を見、山岳では無理のない走りに終始し、個人タイムトライアルで一気にライバルたちに差をつけるという走法は今やツールでは定番の戦術パターンとされるが、その戦術を確立したのはアンクティルと言われている。
まさに今大会のアンクティルはそうした形でいつの間にかライバルたちに差をつけていた。そして勝利の方程式を確立したアンクティルはこの後、ツール史上初の総合4連覇を達成することになる。

## 総合成績
| 順位 | 選手名                     | 国籍           | 時間         |
| ---- | -------------------------- | -------------- | ------------ |
| 1    | ジャック・アンクティル     | フランス       | 122h 01' 33" |
| 2    | ギド・カルレジ             | イタリア       | 12' 14"      |
| 3    | シャルリー・ゴール         | ルクセンブルク | 12' 16"      |
| 4    | イメリオ・マッシニャン     | イタリア       | 15' 59"      |
| 5    | ハンス・ユンケルマン       | 西ドイツ       | 16' 09"      |
| 6    | フェルナンド・マンザネック | スペイン       | 16' 27"      |
| 7    | ホセ・ペレスフランセス     | スペイン       | 20' 41"      |
| 8    | ジャン・ドット             | フランス       | 21' 44"      |
| 9    | エディ・ポーウェル         | ベルギー       | 26' 57"      |
| 10   | ヤン・アドリアンセン       | ベルギー       | 28' 05"      |

### マイヨ・ジョーヌ保持者
| 選手名                 | 国籍     | 首位区間    |
| ---------------------- | -------- | ----------- |
| アンドレ・ダリガード   | フランス | 第1(a)      |
| ジャック・アンクティル | フランス | 第1(b)-最終 |